# Zhangzhen (köpinghuvudort i Kina, Zhejiang Sheng, lat 29,81, long 120,87)
Zhangzhen (kinesiska: 章镇, 章镇镇) är en köpinghuvudort i Kina. Den ligger i provinsen Zhejiang, i den östra delen av landet, omkring 83 kilometer sydost om provinshuvudstaden Hangzhou. Antalet invånare är 32 791. Befolkningen består av 16 489 kvinnor och 16 302 män. Barn under 15 år utgör 11,0 %, vuxna 15-64 år 72 %, och äldre över 65 år 16,0 %.
Runt Zhangzhen är det tätbefolkat, med 343 invånare per kvadratkilometer. Närmaste större samhälle är Fenghui, 18,7 km nordost om Zhangzhen. I omgivningarna runt Zhangzhen växer i huvudsak blandskog.
Genomsnittlig årsnederbörd är 2 022 millimeter. Den regnigaste månaden är juni, med i genomsnitt 356 mm nederbörd, och den torraste är januari, med 72 mm nederbörd.